# Liste des étangs de Camargue

## Dans leGard
- Cuvette du Lairan (Aigues-Mortes)
- étang des Caitives (Aigues-Mortes)
- marais de Peccais (Aigues-Mortes)
- étang du Charnier (Vauvert)
- Marais du Cougourlier (Beauvoisin)
- étang de Crey (Vauvert)
- étang de Figuérasse (Le Grau-du-Roi)
- étang de la Marette (Aigues-Mortes)
- étang de Melégal
- étang du Roi (Le Grau-du-Roi)
- étang de Scamandre (Vauvert et Saint-Gilles)
- Marais du Charnier (Vauvert)
- Etang du Medard (Le Grau-du-Roi)

## Dans lesBouches-du-Rhône

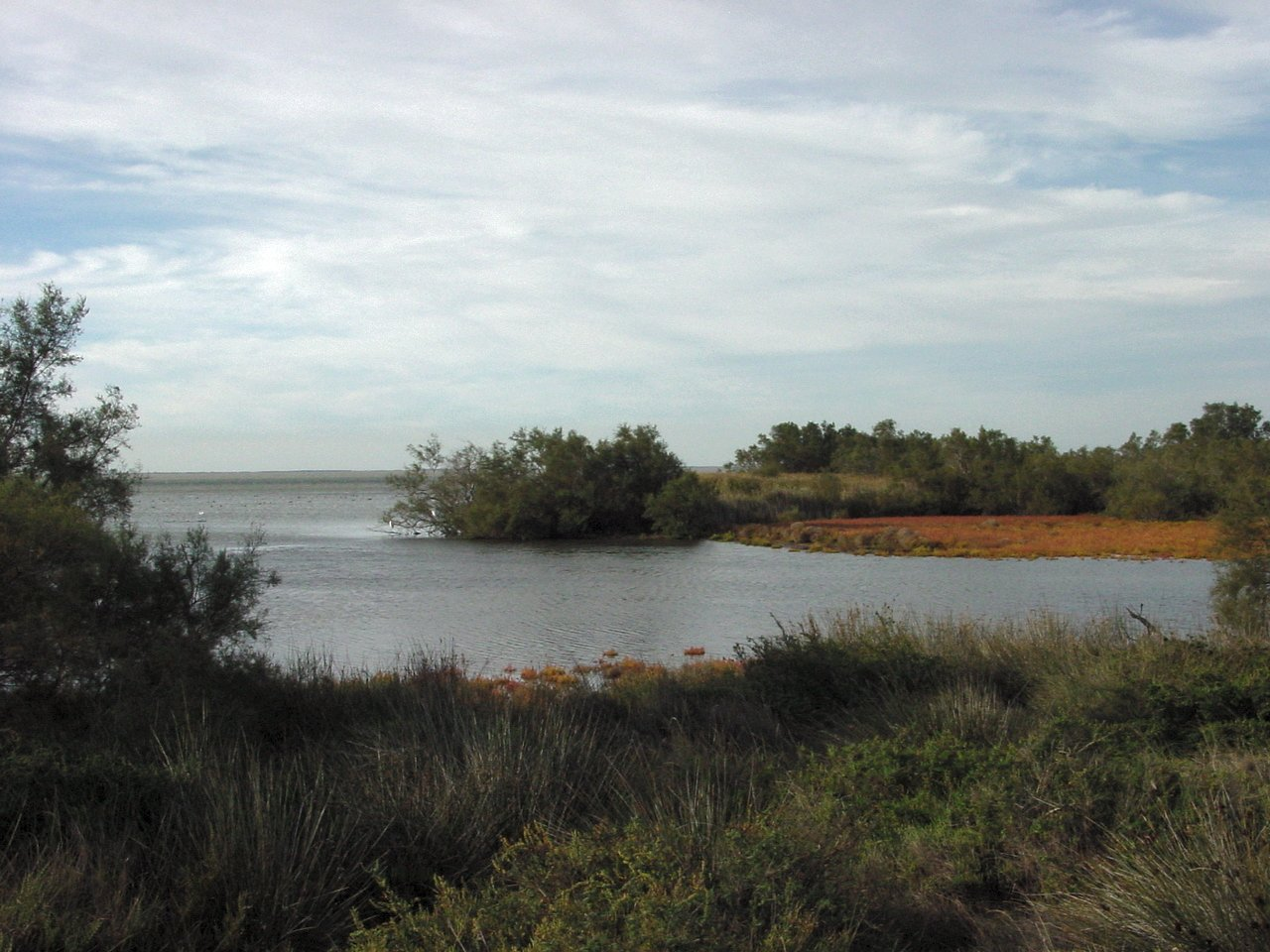
étang de Vaccarès

- étang de Batayolles(Saintes-Maries-de-la-Mer)
- étang de Beauduc (Arles)
- étang de Brassol (Saintes-Maries-de-la-Mer)
- étang du Cabri (Saintes-Maries-de-la-Mer)
- étang de Consécanière (Saintes-Maries-de-la-Mer)
- étang de la Dame (Saintes-Maries-de-la-Mer)
- étang du Fangassier (Arles)
- étang de Faraman (Arles)
- étang des Fourneaux (Saintes-Maries-de-la-Mer)
- étang de Fournelet (Saintes-Maries-de-la-Mer)
- étang de Galabert (Saintes-Maries-de-la-Mer)
- étang du Grand Rascaillon (Arles)
- étang de l'Impérial (Saintes-Maries-de-la-Mer)
- étang des Launes (Saintes-Maries-de-la-Mer)
- étang du Lion (Saintes-Maries-de-la-Mer)
- étang de Malagroy (Saintes-Maries-de-la-Mer)
- étang de Monro (Saintes-Maries-de-la-Mer)
- étang de Rolland (Saintes-Maries-de-la-Mer)
- étang Sainte-Anne (Arles)
- étang le Taute (Saintes-Maries-de-la-Mer)
- étang de Vaccarès (Saintes-Maries-de-la-Mer)
- étang du Vaisseau (Arles)
- Marais de l'escale (Port-Saint-Louis-du-Rhône)
- Marais de Faraman (Arles)
- Marais de la Grand Mar (Arles)
- Marais de Grenouillet (Arles)
- Marais du Mas de Julian (Arles)
- Marais de la Palunette (Saintes-Maries-de-la-Mer)
- Marais de Romieu (Arles)
- Marais de Saint-Seren (Arles)
- salin de Giraud (Arles)
- salin de Caban (Port-Saint-Louis-du-Rhône)
- Salin du relai (Port-Saint-Louis-du-Rhône)